# 164207 Cardea
164207 Cardea eller 2004 GU9 är en asteroid som upptäcktes den 13 april 2004 i LINEAR-projektet och listades på Nasas Near Earth Object Risk List med en rating på 2. Den är uppkallad efter den romerska gudinnan Cardea.
Den är en jordnära asteroid och Apollo-asteroid och mäter 160 meter i diameter.
Efter noggrannare mätningar togs asteroiden bort från riskskalan. Den kommer att vara en kvasimåne till Jorden fram till ungefär år 2600.
Asteroidens senaste periheliepassage skedde den 13 augusti 2024.